# Kovačevci, Grad
Kovačevci este o localitate din comuna Grad, Slovenia, cu o populație de 129 de locuitori.